# Elias Disney

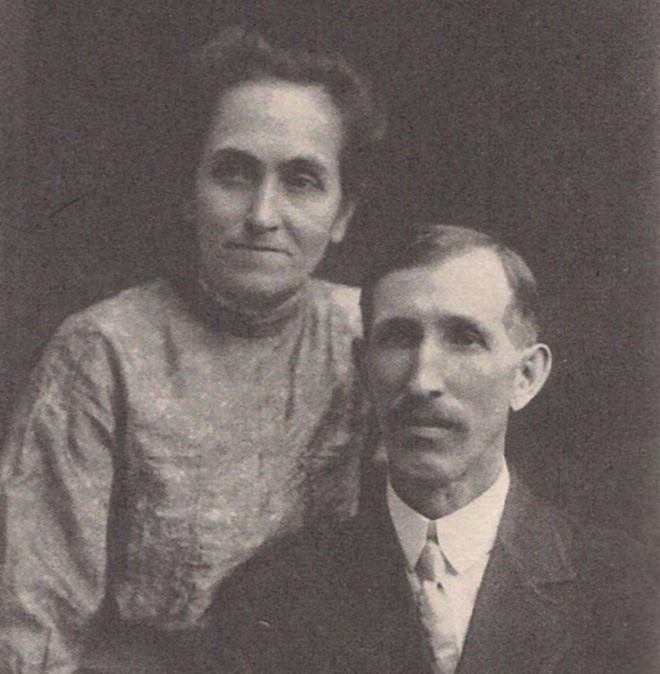
Elias en Flora Disney in 1913

Elias Disney (Morris-Turnberry, Canada, 6 februari 1859 – Hollywood, 13 september 1941) was de vader van onder anderen Walt Disney en Roy Disney.

## Biografie
Disney werd geboren bij het plattelandsdorpje Bluevale, Ontario, Canada. Zijn ouders waren Kepple Disney en Mary Richardson, die beiden met hun ouders uit Ierland waren geëmigreerd. Hij werd boer en zakenman met een beetje succes. Disney verhuisde met zijn vader naar Californië om goud te zoeken. Hij werd overgehaald door de Union Pacific Railroad om 800.000 m2 land, vlak bij Ellis, te kopen. Hij was socialist en aanhanger van Eugene Debs.
Disney werkte tot 1884 op zijn vaders boerderij. Hij ging op zoek naar ander werk en werd aangenomen bij een spoorlijnbedrijf. Toen zijn contract verliep werd hij een professioneel fiddle-speler in Denver. Het was geen succes en hij ging terug naar de boerderij van zijn vader. Hij trouwde met Flora Call op 1 januari 1888, in Kismet, Florida en heeft even gewoond in het aangrenzende Acron. Flora was de dochter van de buren van zijn vader. Het echtpaar kreeg vijf kinderen, onder wie Roy Oliver Disney en Walter Elias Disney. Al snel na hun huwelijk verhuisde het stel naar Chicago, Illinois, waar Disney bevriend raakte met Walter Parr, de priester van de Sint Paul kerk. Disney noemde zijn vierde zoon naar zichzelf en naar zijn goede vriend. In 1893 werkte hij als timmerman mee aan de opbouw van de World's Columbian Exposition.
Volgens sommige bronnen zou Disney zich zorgen hebben gemaakt over de stijgende criminaliteit in de stad. In 1906 verhuisde hij met zijn familie naar een boerderij in de buurt van Marceline, Missouri. De familie verkocht de boerderij in 1909 en woonde in een huurhuis tot 1911. Toen verhuisden ze naar Kansas City, Missouri. In 1917 kreeg hij een actieve rol in het management van O-Zell Company in Chicago.

## Stamboom
|                  |                  |                  |                  |                       |                       |                       |                       |                       |                       |                       |                       |                       |                       |  |  |                       |                       |                       |                       |                       |                       |  |  |                        |                        |                        |                        |                        |                        |  |  | Elias Disney | Elias Disney | Elias Disney | Elias Disney | Elias Disney      | Elias Disney      |                   |                   | Flora Call        | Flora Call        | Flora Call        | Flora Call        | Flora Call        | Flora Call        |  |  |                     |                     |                     |                     |                     |                     |  |  |                   |                   |                   |                   |                   |                   |  |  |                   |                   |                   |                   |                   |                   |                  |                  |                          |                          |                          |                          |                          |                          |  |  |
|                  |                  |                  |                  |                       |                       |                       |                       |                       |                       |                       |                       |                       |                       |  |  |                       |                       |                       |                       |                       |                       |  |  |                        |                        |                        |                        |                        |                        |  |  | Elias Disney | Elias Disney | Elias Disney | Elias Disney | Elias Disney      | Elias Disney      |                   |                   | Flora Call        | Flora Call        | Flora Call        | Flora Call        | Flora Call        | Flora Call        |  |  |                     |                     |                     |                     |                     |                     |  |  |                   |                   |                   |                   |                   |                   |  |  |                   |                   |                   |                   |                   |                   |                  |                  |                          |                          |                          |                          |                          |                          |  |  |
|                  |                  |                  |                  |                       |                       |                       |                       |                       |                       |                       |                       |                       |                       |  |  |                       |                       |                       |                       |                       |                       |  |  |                        |                        |                        |                        |                        |                        |  |  |              |              |              |              |                   |                   |                   |                   |                   |                   |                   |                   |                   |                   |  |  |                     |                     |                     |                     |                     |                     |  |  |                   |                   |                   |                   |                   |                   |  |  |                   |                   |                   |                   |                   |                   |                  |                  |                          |                          |                          |                          |                          |                          |  |  |
|                  |                  |                  |                  |                       |                       |                       |                       |                       |                       |                       |                       |                       |                       |  |  |                       |                       |                       |                       |                       |                       |  |  |                        |                        |                        |                        |                        |                        |  |  |              |              |              |              |                   |                   |                   |                   |                   |                   |                   |                   |                   |                   |  |  |                     |                     |                     |                     |                     |                     |  |  |                   |                   |                   |                   |                   |                   |  |  |                   |                   |                   |                   |                   |                   |                  |                  |                          |                          |                          |                          |                          |                          |  |  |
| Louise Rose Rast | Louise Rose Rast | Louise Rose Rast | Louise Rose Rast | Louise Rose Rast      | Louise Rose Rast      |                       |                       | Herbert Arthur Disney | Herbert Arthur Disney | Herbert Arthur Disney | Herbert Arthur Disney | Herbert Arthur Disney | Herbert Arthur Disney |  |  | Meredith A. Boyington | Meredith A. Boyington | Meredith A. Boyington | Meredith A. Boyington | Meredith A. Boyington | Meredith A. Boyington |  |  | Raymond Arnold Disney  | Raymond Arnold Disney  | Raymond Arnold Disney  | Raymond Arnold Disney  | Raymond Arnold Disney  | Raymond Arnold Disney  |  |  | Edna Francis | Edna Francis | Edna Francis | Edna Francis | Edna Francis      | Edna Francis      |                   |                   | Roy Oliver Disney | Roy Oliver Disney | Roy Oliver Disney | Roy Oliver Disney | Roy Oliver Disney | Roy Oliver Disney |  |  | Walter Elias Disney | Walter Elias Disney | Walter Elias Disney | Walter Elias Disney | Walter Elias Disney | Walter Elias Disney |  |  | Lilian Bounds     | Lilian Bounds     | Lilian Bounds     | Lilian Bounds     | Lilian Bounds     | Lilian Bounds     |  |  | Ruth Flora Disney | Ruth Flora Disney | Ruth Flora Disney | Ruth Flora Disney | Ruth Flora Disney | Ruth Flora Disney |                  |                  | Theodore Charles Beecher | Theodore Charles Beecher | Theodore Charles Beecher | Theodore Charles Beecher | Theodore Charles Beecher | Theodore Charles Beecher |  |  |
| Louise Rose Rast | Louise Rose Rast | Louise Rose Rast | Louise Rose Rast | Louise Rose Rast      | Louise Rose Rast      |                       |                       | Herbert Arthur Disney | Herbert Arthur Disney | Herbert Arthur Disney | Herbert Arthur Disney | Herbert Arthur Disney | Herbert Arthur Disney |  |  | Meredith A. Boyington | Meredith A. Boyington | Meredith A. Boyington | Meredith A. Boyington | Meredith A. Boyington | Meredith A. Boyington |  |  | Raymond Arnold Disney  | Raymond Arnold Disney  | Raymond Arnold Disney  | Raymond Arnold Disney  | Raymond Arnold Disney  | Raymond Arnold Disney  |  |  | Edna Francis | Edna Francis | Edna Francis | Edna Francis | Edna Francis      | Edna Francis      |                   |                   | Roy Oliver Disney | Roy Oliver Disney | Roy Oliver Disney | Roy Oliver Disney | Roy Oliver Disney | Roy Oliver Disney |  |  | Walter Elias Disney | Walter Elias Disney | Walter Elias Disney | Walter Elias Disney | Walter Elias Disney | Walter Elias Disney |  |  | Lilian Bounds     | Lilian Bounds     | Lilian Bounds     | Lilian Bounds     | Lilian Bounds     | Lilian Bounds     |  |  | Ruth Flora Disney | Ruth Flora Disney | Ruth Flora Disney | Ruth Flora Disney | Ruth Flora Disney | Ruth Flora Disney |                  |                  | Theodore Charles Beecher | Theodore Charles Beecher | Theodore Charles Beecher | Theodore Charles Beecher | Theodore Charles Beecher | Theodore Charles Beecher |  |  |
|                  |                  |                  |                  |                       |                       |                       |                       |                       |                       |                       |                       |                       |                       |  |  |                       |                       |                       |                       |                       |                       |  |  |                        |                        |                        |                        |                        |                        |  |  |              |              |              |              |                   |                   |                   |                   |                   |                   |                   |                   |                   |                   |  |  |                     |                     |                     |                     |                     |                     |  |  |                   |                   |                   |                   |                   |                   |  |  |                   |                   |                   |                   |                   |                   |                  |                  |                          |                          |                          |                          |                          |                          |  |  |
|                  |                  |                  |                  |                       |                       |                       |                       |                       |                       |                       |                       |                       |                       |  |  |                       |                       |                       |                       |                       |                       |  |  |                        |                        |                        |                        |                        |                        |  |  |              |              |              |              |                   |                   |                   |                   |                   |                   |                   |                   |                   |                   |  |  |                     |                     |                     |                     |                     |                     |  |  |                   |                   |                   |                   |                   |                   |  |  |                   |                   |                   |                   |                   |                   |                  |                  |                          |                          |                          |                          |                          |                          |  |  |
|                  |                  |                  |                  | Dorothy Louise Disney | Dorothy Louise Disney | Dorothy Louise Disney | Dorothy Louise Disney | Dorothy Louise Disney | Dorothy Louise Disney |                       |                       |                       |                       |  |  | Charles Elias Disney  | Charles Elias Disney  | Charles Elias Disney  | Charles Elias Disney  | Charles Elias Disney  | Charles Elias Disney  |  |  | Daniel (Winter) Disney | Daniel (Winter) Disney | Daniel (Winter) Disney | Daniel (Winter) Disney | Daniel (Winter) Disney | Daniel (Winter) Disney |  |  |              |              |              |              | Roy Edward Disney | Roy Edward Disney | Roy Edward Disney | Roy Edward Disney | Roy Edward Disney | Roy Edward Disney |                   |                   |                   |                   |  |  | Diane Marie Disney  | Diane Marie Disney  | Diane Marie Disney  | Diane Marie Disney  | Diane Marie Disney  | Diane Marie Disney  |  |  | Sharon Mae Disney | Sharon Mae Disney | Sharon Mae Disney | Sharon Mae Disney | Sharon Mae Disney | Sharon Mae Disney |  |  |                   |                   |                   |                   | Theodore Beecher  | Theodore Beecher  | Theodore Beecher | Theodore Beecher | Theodore Beecher         | Theodore Beecher         |                          |                          |                          |                          |  |  |